# Tom Wu
Tom Wu (* 15. Mai 1972 in Hongkong) ist ein britisch-chinesischer Schauspieler und Kampfkünstler aus Hongkong.

## Leben und Karriere
Tom Wu stammt aus Hongkong und wuchs in der Chinatown Londons auf. Im Alter von zehn Jahren begann er mit dem Kampfsport. Er trainierte unter anderem Hung gar, Karate und Wing Chun, bevor er auch mit Akrobatik anfing. Wu gehört neben weiteren asiatischstämmigen Briten zu den Mitbegründern des Yellow Earth Theatre in London, welches seit 1995 existiert.
Während Wu sich auf die Wushu-Europameisterschaften vorbereitete, wurde er für die Inszenierung des Stücks M Butterfly am Shaftsbury Theatre entdeckt, an dem unter anderem Anthony Hopkins beteiligt war. Seine Erfahrungen innerhalb der Produktion weckten in ihm den Traum als Schauspieler zu arbeiten, weswegen er sich 1990 für ein Studium an der Guildhall School of Music and Drama einschrieb. Seine erste Rolle vor der Kamera übernahm er bereits 1988 mit einem Gastauftritt in der Serie Rockliffe’s Babies. 1999 übernahm er eine Nebenrolle im Film Das schnelle Geld – Die Nick-Leeson-Story mit Ewan McGregor in der Hauptrolle. 2003 stand er mit Owen Wilson und Jackie Chan für den Film Shanghai Knights vor der Kamera und war anschließend auch im Film Lara Croft: Tomb Raider – Die Wiege des Lebens zu sehen. Neben Steven Seagal trat er 2003 zu dem in Belly of the Beast auf.
2005 war er in der Rolle eines Gefängniswärters in Batman Begins zu sehen. Im selben Jahr war er auch in Guy Ritchies Actionfilm Revolver als Lord John zu sehen. 2008 übernahm er als Fong eine größere Nebenrolle in Scorpion King: Aufstieg eines Kriegers. 2010 gehörte er als Hwang zur Besetzung der Serie Spirit Warriors, die bereits nach einer Staffel wieder eingestellt wurde. Anschließend folgten Nebenrollen in den Filmen RA.One – Superheld mit Herz, James Bond 007: Skyfall, R.E.D. 2 und Kick-Ass 2. 2014 war er als Quon Shan in der zweiten Staffel der Serie Da Vinci’s Demons zu sehen. Im selben Jahr wurde er für die Netflix-Serie Marco Polo als Bayan / Hundert Augen in einer der Hauptrollen besetzt. Diese spielte er bis zur Einstellung der Serie 2016.
2017 wirkte er im Film King Arthur: Legend of the Sword mit und trat anschließend in den Serien Strangers und Strike Back auf. 2019 war er als Tsoi im Actionfilm Fast & Furious: Hobbs & Shaw zu sehen.
Neben seinen Auftritten in Filmen und Serien, steht Wu regelmäßig auch weiterhin auf der Theaterbühne. Seine Arbeit umfasst Inszenierungen der Stücke Ein Sommernachtstraum, die Titelrolle in Peter Pan, Paintbrush und Ramayana. Für diese stand er unter anderem am Young Vic und am Royal National Theatre auf der Bühne.

## Filmografie (Auswahl)
- 1988: Rockliffe’s Babies (Fernsehserie, Episode 2x06)
- 1991: Chung gik tin ji moon sang
- 1996: Thief Takers (Fernsehserie, 2 Episoden)
- 1996: Für alle Fälle Fitz (Cracker, Fernsehserie, Episode 3x08)
- 1998: Die Weisheit der Krokodile (The Wisdom of Crocodiles)
- 1999: Das schnelle Geld – Die Nick-Leeson-Story (Rogue Trader)
- 2000, 2003: The Bill (Fernsehserie, 2 Episoden)
- 2003: Shanghai Knights
- 2003: Lara Croft: Tomb Raider – Die Wiege des Lebens (Lara Croft Tomb Raider: The Cradle of Life)
- 2003: Out For A Kill: Tong Tatoos – Das Tor zur Hölle (Out for a Kill)
- 2003: Belly of the Beast
- 2004: Böser Cop, guter Cop (Fallen, Fernsehfilm)
- 2004: The Life and Death of Peter Sellers
- 2004: Silent Witness (Fernsehserie, 2 Episoden)
- 2004: Wake of Death
- 2005: Batman Begins
- 2005: Revolver
- 2006: Chinas erster Kaiser (The First Emperor, Dokumentation)
- 2006: Casualty (Fernsehserie, eine Episode)
- 2007: Intergalactic Combat
- 2007: The Whistleblowers (Fernsehserie, Episode 1x02)
- 2008: Mutant Chronicles (The Mutant Chronicles)
- 2008: Scorpion King: Aufstieg eines Kriegers (The Scorpion King 2: Rise of a Warrior)
- 2009: The Tournament
- 2010: Spirit Warriors (Fernsehserie, 7 Episoden)
- 2010: New Tricks – Die Krimispezialisten (New Tricks, Fernsehserie, Episode 7x01)
- 2011: RA.One – Superheld mit Herz (RA.One)
- 2012: James Bond 007: Skyfall (Skyfall)
- 2012: R.E.D. 2
- 2013: Kick-Ass 2
- 2014: Da Vinci’s Demons (Fernsehserie, 5 Episoden)
- 2014–2016: Marco Polo (Fernsehserie, 18 Episoden)
- 2017: King Arthur: Legend of the Sword
- 2018: Strangers (Fernsehserie, 8 Episoden)
- 2019: Strike Back (Fernsehserie, 2 Episoden)
- 2019: Fast & Furious: Hobbs & Shaw
- 2019: The Gentlemen
- 2020: The Host
- 2022: Sandman (Fernsehserie, Stimme, Episode 1x11)
- 2024: 3 Body Problem (Fernsehserie, Episode 1x02)
- 2025: Havoc